# Chronów (województwo mazowieckie)
Chronów – wieś w Polsce położona w województwie mazowieckim, w powiecie szydłowieckim, w gminie Orońsko. Ma status sołectwa.
| SIMC    | Nazwa         | Rodzaj    |
| ------- | ------------- | --------- |
| 0630273 | Kolonia Dolna | część wsi |
| 0630280 | Kolonia Górna | część wsi |

Był wsią klasztoru cystersów wąchockich w województwie sandomierskim w ostatniej ćwierci XVI wieku. W latach 1975–1998 miejscowość administracyjnie należała do województwa radomskiego.
Wierni Kościoła rzymskokatolickiego należą do parafii św. Jana Chrzciciela i św. Stanisława Kostki w Mniszku lub do parafii Wniebowzięcia Najświętszej Maryi Panny w Orońsku.